# Ахмасиха
Ахмаси́ха (чув. Ахмасиха) — выселок в Шумерлинском районе Чувашской республики. До 2021 года входил в состав Большеалгашинского сельского поселения.

## География
Находится в юго-западной части Чувашии на расстоянии приблизительно 9 км на юго-восток по прямой от районного центра города Шумерля.

## История
Известен с 1920 года как выселок Зеленая Гора, с 1935 Первое Мая, нынешнее название прижилось в 1940-х годах.

## Население
Население составляло 8 человека (чуваши 75 %) в 2002 году, 5 в 2010.